# Ават (повіт)
40°38′19″ пн. ш. 80°22′32″ сх. д. / 40.63848° пн. ш. 80.3756° сх. д.
Ават (кит. 阿瓦提县, пін. Āwătí Xiàn, трансліт. Awat) — один із повітів КНР у складі області Аксу, СУАР. Адміністративний центр — містечко Ават.

## Географія
Повіт Ават лежить на висоті близько 1050 метрів над рівнем моря у пустелі Такла-Макан.

### Клімат
Повіт знаходиться у зоні, котра характеризується кліматом пустель помірного поясу. Найтепліший місяць — липень із середньою температурою 24,2 °C. Найхолодніший місяць — січень, із середньою температурою -7,2 °С.
| Клімат повіту Ават      | Клімат повіту Ават | Клімат повіту Ават | Клімат повіту Ават | Клімат повіту Ават | Клімат повіту Ават | Клімат повіту Ават | Клімат повіту Ават | Клімат повіту Ават | Клімат повіту Ават | Клімат повіту Ават | Клімат повіту Ават | Клімат повіту Ават | Клімат повіту Ават |
| Показник                | Січ.               | Лют.               | Бер.               | Квіт.              | Трав.              | Черв.              | Лип.               | Серп.              | Вер.               | Жовт.              | Лист.              | Груд.              | Рік                |
| Середній максимум, °C   | 0,1                | 5,9                | 14,3               | 23                 | 27,9               | 31,1               | 32,1               | 31,2               | 27                 | 20,1               | 10,2               | 1,4                | 18,7               |
| Середня температура, °C | −7,2               | −1,6               | 7,0                | 15,2               | 20                 | 23                 | 24,2               | 23,2               | 18,3               | 10,4               | 1,7                | −5,3               | 10,7               |
| Середній мінімум, °C    | −13                | −7,9               | 0,3                | 7,6                | 12,7               | 15,7               | 17,4               | 16,3               | 11,1               | 3,1                | −4                 | −10,1              | 4,1                |
| Норма опадів, мм        | 0.6                | 1.7                | 2.3                | 2.6                | 8.3                | 13.5               | 15.2               | 10.6               | 6.7                | 2.8                | 0.8                | 0.9                | 66                 |
| Вологість повітря, %    | 70                 | 60                 | 49                 | 40                 | 44                 | 50                 | 56                 | 59                 | 63                 | 66                 | 69                 | 75                 | 58.4               |
| ----------------------- | ------------------ | ------------------ | ------------------ | ------------------ | ------------------ | ------------------ | ------------------ | ------------------ | ------------------ | ------------------ | ------------------ | ------------------ | ------------------ |
| Джерело: data.cma.cn    |                    |                    |                    |                    |                    |                    |                    |                    |                    |                    |                    |                    |                    |